# Imagina (álbum)
Imagina es el segundo álbum de la banda de nü metal española Kannon. Fue mezclado y producido por Pablo Iglesias y masterizado en Masterdisk (Nueva York) por Andy VanDette. Es el último disco con el guitarrista Juan López.
La banda adquiere un sonido más experimental, añadiendo nuevas influencias de géneros como el drum & bass y el funk a su música. El tema "Arde" fue usado para un anuncio televisivo de la bebida Fanta. La música de la canción "Sal" está inspirada en "Family Affair", de Mary J Blige.

## Lista de canciones
| N.º | Título                   | Duración |  |
| 1.  | «Piénsalo»               |          |  |
| 2.  | «Imagina»                |          |  |
| 3.  | «Sal»                    |          |  |
| 4.  | «Arde»                   |          |  |
| 5.  | «Ya lo avisé»            |          |  |
| 6.  | «Si no hay dios»         |          |  |
| 7.  | «Suena»                  |          |  |
| 8.  | «Selva de olvido»        |          |  |
| 9.  | «No hay color»           |          |  |
| 10. | «Tocar el cielo»         |          |  |
| 11. | «Nada»                   |          |  |
| 12. | «No hay miedo»           |          |  |
| 13. | «Dependo (pista oculta)» |          |  |

## Créditos
- Vicente Folgar "Cody MC" - voz
- David Álvarez - guitarra
- Juan López - guitarra
- Óscar Durán "Uka" - bajo
- Daniel de Castro "Ouzo" - batería